# Mohammed Saïd Saggar
 (mars 2012).
Si vous disposez d'ouvrages ou d'articles de référence ou si vous connaissez des sites web de qualité traitant du thème abordé ici, merci de compléter l'article en donnant les références utiles à sa vérifiabilité et en les liant à la section « Notes et références ».
Mohammed Saïd Saggar, né à al-Muqdadiya en Irak le 25 avril 1934 et mort le 24 mars 2014 à Paris, où il vivait depuis 1978, est l'un des plus grands calligraphes contemporains. Il est également poète, journaliste, publicitaire et dramaturge, et l'inventeur de l'alphabet Saggar, un alphabet arabe condensé. 

## Biographie
Mohammed Saïd Saggar passe son enfance entre al-Khalis et Bassorah, puis ses études secondaires entre Bassorah et Bagdad.
Il rejoint le Haut Institut des langues à Bagdad, section « langue russe », mais peu avant la fin de la dernière année, il est renvoyé pour des raisons politiques, par ordre du gouverneur militaire général, lors du coup d'état du 8 février 1963[réf. nécessaire].
Il se marie en 1965 et a trois enfants.
Il fait l'objet de persécutions de la part du régime irakien, notamment à cause de son invention, « l'alphabet arabe condensé » ou « l'alphabet Saggar », qui avait pourtant obtenu un brevet d'invention de l'Irak et du Liban, et été enregistré en France et en Angleterre[réf. nécessaire].
Il est contraint de quitter l'Irak en 1978 et s'installe à Paris.

## Adhésions à diverses organisations
Il est membre du[réf. nécessaire] ;
- Syndicat des journalistes irakiens ;
- L'association des artistes irakiens ;
- la nouvelle ligue de la plume à New York (membre honoraire spécial), ligue refondée par Khalil Gibran;
- Le comité international pour la sauvegarde du patrimoine culturel irakien de l'Unesco.

## Œuvres

### Ouvrages
- Au-delà des mots, éd. L'Harmattan, 1995

### Calligraphies
- Badr Chaker Es-Sayyâb, Poèmes de Djaykoûr, en collaboration avec Kadhem Jihad, éditions Philippe Piquier/Le Calligraphe, 1983